# Lissá
Lissá ou Sebô-Lissá no Benim, ao lado de Mawu, é o vodum da Criação, pai e ancestral de todos os demais voduns, mas a tradição o coloca sempre em segundo plano em relação à Mawu. Lissá representa o Oeste, o Sol, o firmamento - assim como a luz e as águas contidas ali. É simbolizado por um camaleão que traz o globo dourado do Sol na boca.
Enquanto Mawu representa o frescor e os prazeres da vida, Lissá encarna o trabalho, a seriedade e a determinação, semelhante a dualidade freudiana entre eros, o princípio do prazer, e tanatos, a pulsão da morte.
A cor emblemática de Lissá é o branco, e seus vodunces devem andar sempre de branco. Ele recebe oferendas e sacrifícios de alimentos e animais de cor branca. Diferente de Mawu que se relaciona igualmente a todas as famílias de voduns, Lissá é considerado um Jivodum, e a tradição conta que ele é de origem nagô (iorubá), e seus vodunces ao final da iniciação são denominados anagonu.